# Anna Freskgård
Anna Freskgård, född 21 december 1987 i Norrköping, är en svensk ryttare, tränare, hästutbildare och uppfödare, aktiv inom fälttävlan och banhoppning.

## Biografi
Anna Freskgård är uppväxt i Kolmården utanför Norrköping och bor sedan 2012 i Tystberga utanför Nyköping. På gården Lövsund driver hon tillsammans med sambon William Nilsson Fryer företaget Eventing Team Anna & William, ett utbildningsstall som tar emot hästar för utbildning, träning, tävling och visning inom alla discipliner.

### Utbildning och uppdrag
Freskgård är utbildad C-tränare i fälttävlan och stildomare i terränghoppning. Hon har tidigare arbetat som statligt anställd beridare på Försvarsmakten och är idag anlitad som tränare av Polisrytteriet. Hon är även profilryttare för riksanläggningarna Flyinge och Strömsholm samt försäkringsbolaget Agria och är en av ledarna för satsningen Agria Fälttävlansakademi.

### Sport
Freskgård tävlar för Strömsholms Ridsportsförening (SRF) och har under 2016–2022 ingått Svenska landslaget i fälttävlan. Hon har deltagit i EM 2018, VM 2018 samt kvalificerat två hästar till OS i Tokyo 2021. Hon har flera placeringar och vinster t.o.m internationell 5* klass i fälttävlan, den absolut högsta nivån inom fälttävlan. Hon tävlar även i banhoppning på internationell nivå och har placeringar i CSI**-klass och har vinster t.o.m. MSV B dressyr.

## Meriter
- 2024 - Brons på Unghäst-VM[4] i Fälttävlan med hästen Clawfinger
- 2022 - Placerad i CCIYH2*-S 6yo i Baborowko med hästen Don Pedro
- 2021 - Placerad i CCI4*-S i Baborowko med hästen Techno
- 2020 - 2 hästar kvalade till OS i Tokyo
- 2019 - 1:a plats i CCI4*S i Le Pouget med hästen Fly Away, 4:e plats med hästen Techno[5]
- 2018 - 2 hästar kvalade till 2018 FEI Ryttar-VM 2018 i Tryon i North Carolina
- 2018 - Placerad i sin CCI5*L-debut i Luhmühlen 2018 och prisad för bästa terrängritt.
- 2018 - VM i Fälttävlan i Tryon med Box Quite
- 2018 - Sveriges högst rankade fälttävlansryttare[6][7]
- 2018 - 3:e plats med svenska laget i Nations Cup under World Equestrian Festival CHIO i Aachen[8]
- 2017 - EM i Fälttävlan - 34:e plats med hästen Box Quite